# Вырубова, Анна Александровна
А́нна Алекса́ндровна Вы́рубова (Тане́ева — до 1907 и после 1920; 16 июля 1884, Санкт-Петербург — 20 июля 1964, Хельсинки, Финляндия),  в монашеском постриге Мария (с 1923) — ближайшая подруга императрицы Александры Фёдоровны, мемуаристка. 

## Биография
Родилась 16 июля 1884 года в Санкт-Петербурге в семье главноуправляющего Собственной Его Императорского Величества канцелярии статс-секретаря Александра Сергеевича Танеева (1850—1918) и Надежды Илларионовны Толстой (1860—1937), праправнучки фельдмаршала М. И. Кутузова. Дед по матери — генерал-лейтенант Илларион Толстой, участник Русско-турецкой войны 1877—1878 годов. Прадед — генерал от инфантерии Николай Матвеевич Толстой, некогда директор Николаевской Чесменской богадельни.
Детство будущая фрейлина провела в Москве и в родовом имении Рождествено под Москвой. В 1902 году сдала экзамен при Петербургском учебном округе на звание домашней учительницы.
В январе 1904 года Анна Танеева получила «шифр» — была назначена городской фрейлиной, в обязанности которой было дежурить на балах и выходах при императрице Александре Фёдоровне. После этого, став близкой подругой императрицы, она много лет находилась рядом с императорской семьёй, сопровождала их во многих путешествиях и поездках, присутствовала на закрытых семейных мероприятиях.
Была хорошо знакома с Григорием Распутиным. На её даче в Царском Селе, судя по её воспоминаниям, они неоднократно встречались.
В апреле 1907 года обвенчалась с морским офицером Александром Вырубовым в Царском Селе, но брак оказался недолговечным и уже на следующий год распался.

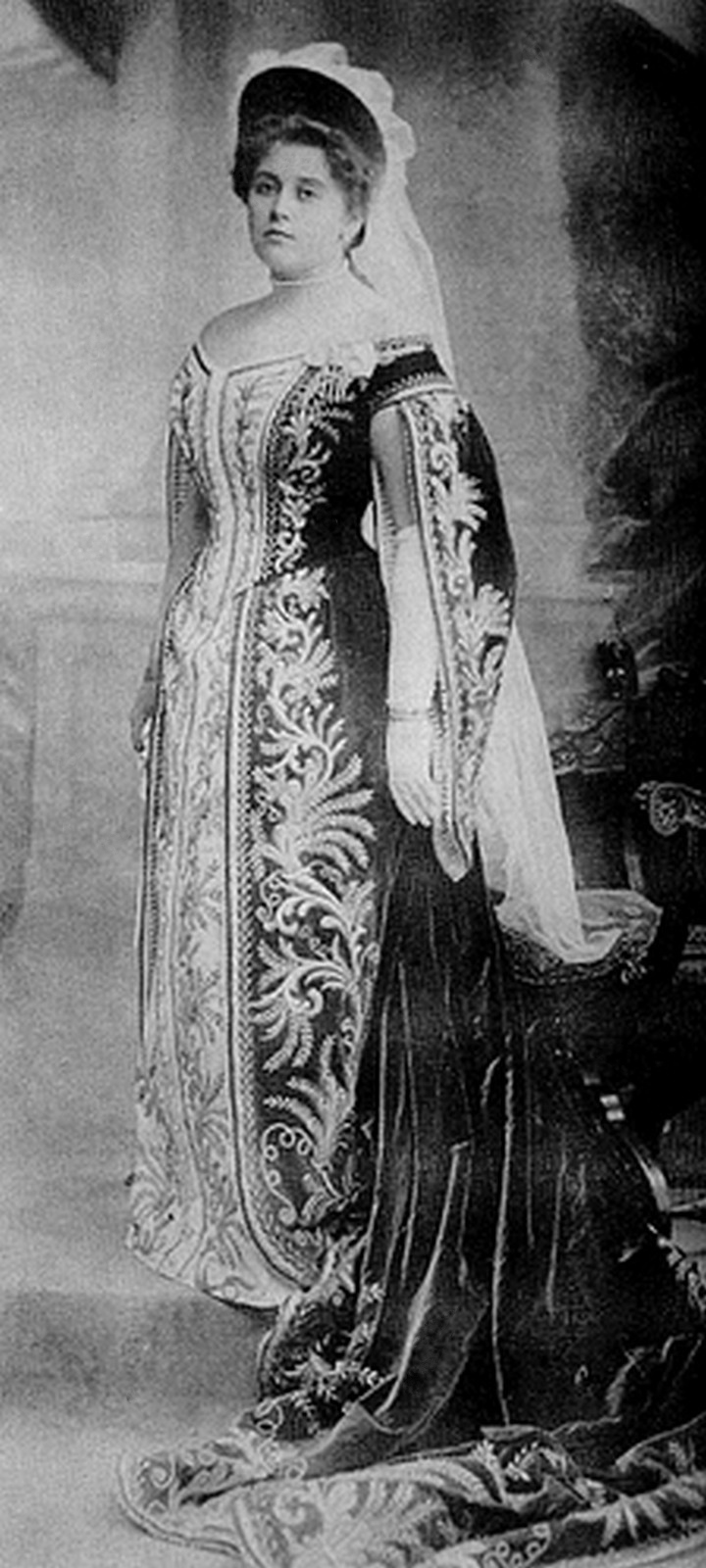
Анна Танеева на костюмированном придворном балу в Эрмитаже, 22 января 1903 года

С началом Первой мировой войны стала работать в госпитале сестрой милосердия наряду с императрицей и её дочерьми. Участвовала она и во многих других мероприятиях, направленных на оказание помощи фронту и солдатам-инвалидам.
2 (15) января 1915 года, выезжая из Царского Села в Петроград, попала в железнодорожную катастрофу, получив увечья такой тяжести (в том числе травмы головы), что врачи ожидали скорого смертельного исхода. Однако выжила, хотя и осталась калекой на всю жизнь: передвигаться после этого могла лишь в инвалидном кресле-каталке или на костылях; в более поздние годы — с палочкой. Позже в инвалидности стали обвинять её лечащего врача Веру Гедройц, с которой она была в напряжённых отношениях. На денежную компенсацию от железнодорожного ведомства за полученное увечье (100 тысяч рублей) организовала в Царском Селе военный лазарет.
После Февральской революции 1917 года была арестована Временным правительством и, несмотря на инвалидность, несколько месяцев содержалась в Петропавловской крепости по подозрению в шпионаже и предательстве и допрашивалась «Чрезвычайной следственной комиссией для расследования противозаконных по должности действий бывших министров и прочих высших должностных лиц», после чего «за отсутствием состава преступления» была выпущена на свободу. Потом неоднократно подвергалась арестам и допросам.
В конце августа 1917 года Временное правительство постановило выслать её за границу, об этом появилось сообщение в газетах с указанием дня и часа её отъезда. В Финляндии на станции Рихимякки толпа солдат сняла её с поезда. Её отвезли через Гельсингфорс на императорскую яхту «Полярная звезда», которая направилась в Свеаборг. В конце сентября Н. И. Танеева (мать Вырубовой) добилась освобождения дочери через Л. Д. Троцкого. А. А. Вырубову из Свеаборга вернули, доставили в Смольный и вновь отпустили. Однако угроза неминуемого нового ареста тяготела над нею по-прежнему.
Более года она скрывалась у знакомых и друзей.
После того, как во время революции её выпустили из тюрьмы, она, желая избежать повторного ареста, находила приют в подвалах и каморках бедняков, когда-то вырученных ею из нищеты.
В декабре 1920 года Вырубовой удалось вместе с матерью нелегально перебраться в Финляндию (на санях по льду залива), где она и прожила оставшиеся 40 лет своей жизни (под девичьей фамилией Танеева). В 1923 году приняла тайный постриг в Смоленском скиту Валаамского монастыря и стала мирской монахиней с именем Мария.
Встречалась с Анной Андерсон, объявившей себя спасшейся великой княгиней Анастасией, но не признала в ней царскую дочь. В эмиграции вела чрезвычайно замкнутый образ жизни, лето часто проводила в монастырях.
Умерла в июле 1964 года в возрасте 80 лет. Похоронена на православном кладбище в Хельсинки в районе Лапинлахти под девичьей фамилией.

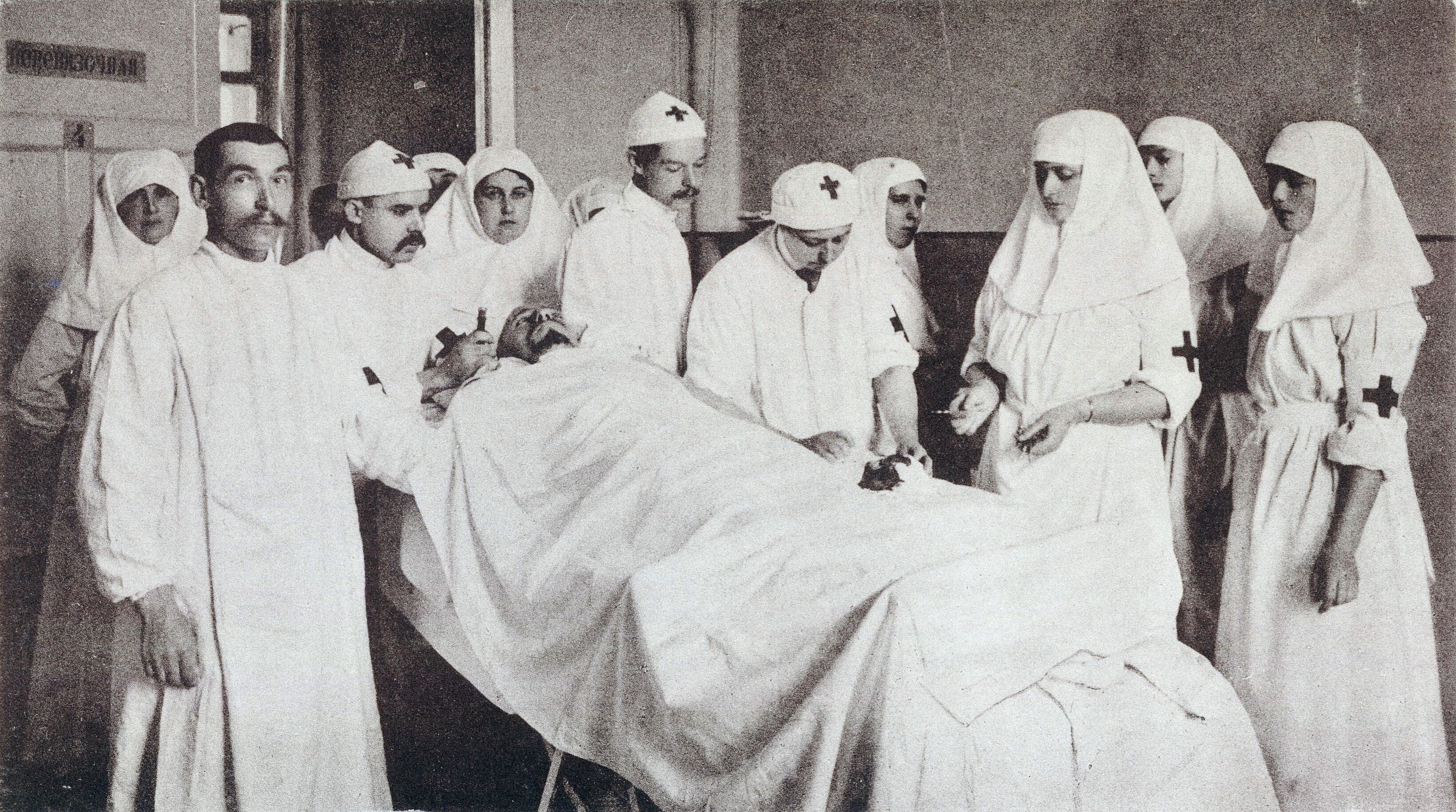
Александра Фёдоровна с дочерьми ассистирует княжне Вере Гедройц в операционной. Анна Вырубова у изголовья
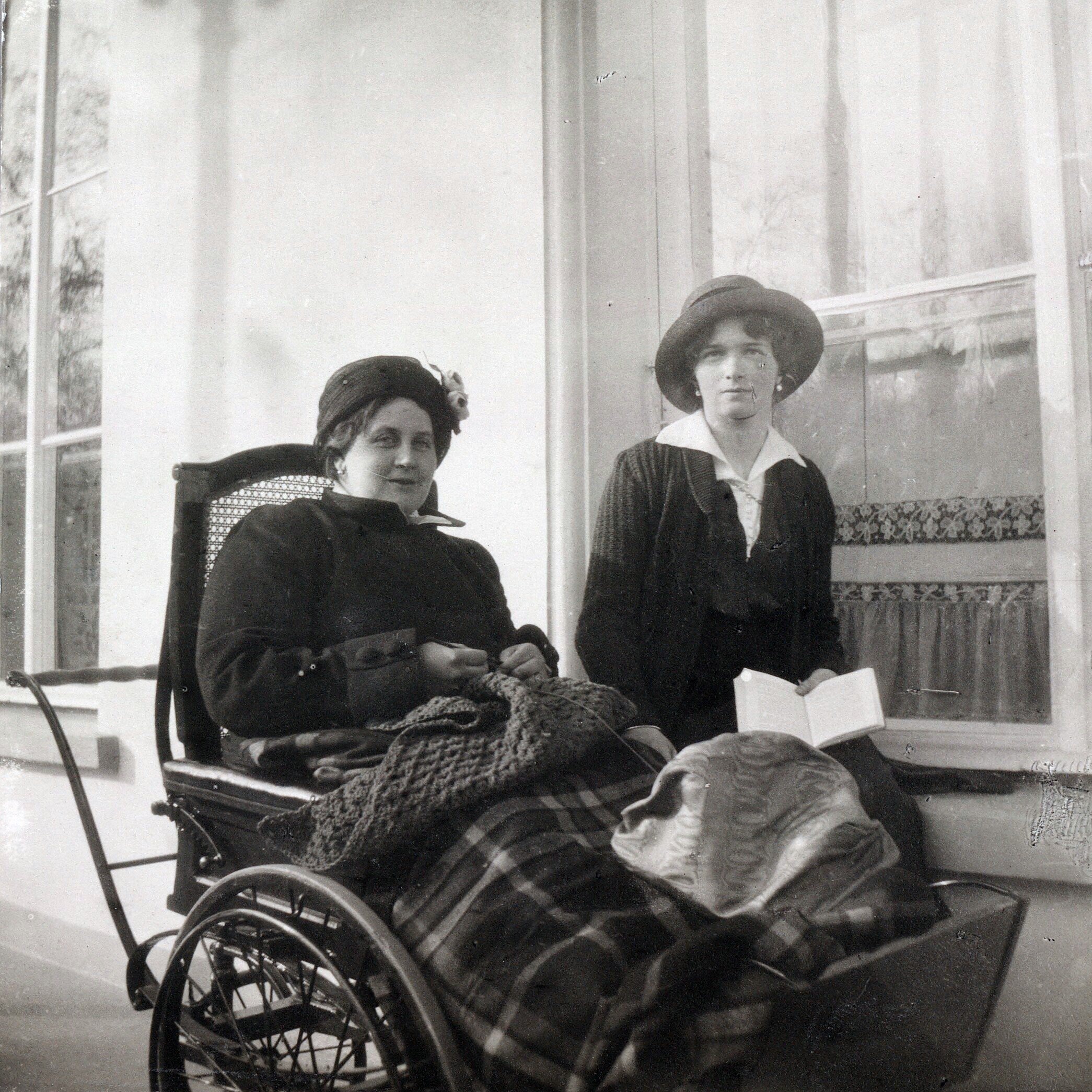
Анна Вырубова на прогулке в инвалидной коляске с великой княжной Ольгой Николаевной, 1915—1916

## Воспоминания и «дневник» Вырубовой
В изгнании Анна Танеева написала автобиографическую книгу «Страницы моей жизни» (1922).
В 1920-е годы в СССР начал печататься т. н. «Дневник Вырубовой», но его подлинность была поставлена под сомнение советскими критиками и учёными. Поскольку «Дневник» стал перепечатываться и за рубежом, то с публичным опровержением его подлинности пришлось выступить самой Вырубовой. Вырубовой приписывался и ряд писем, подлинность которых не доказана.
Наиболее вероятными авторами «Дневника» считаются советский писатель А. Н. Толстой и профессор истории П. Е. Щёголев (совместно написавшие в тот же период пьесу «Заговор императрицы» с очень сходным сюжетом и лейтмотивами). В книге «Обманутая, но торжествующая Клио (Подлоги письменных источников по российской истории в XX веке)» руководителя Федеральной архивной службы России члена-корреспондента РАН В. П. Козлова написано по этому поводу:
Вся совокупность элементов «прикрытия» фальсификации, богатейший фактический материал говорят о том, что перо фальсификатора находилось в руках историка-профессионала, не только прекрасно ориентировавшегося в фактах и исторических источниках рубежа двух столетий, но и владевшего соответствующими профессиональными навыками. Уже первые критические выступления намекали на фамилию известного литературоведа и историка, археографа и библиографа П. Е. Щёголева. В этом трудно усомниться и сейчас, хотя документальных подтверждений этой догадки до сих пор обнаружить не удалось.
Предполагаемый автор, Павел Щёголев имел репутацию крупнейшего эксперта по последним годам Российской империи. С марта 1917 года он был членом Чрезвычайной следственной комиссии, учреждённой Временным правительством, главной задачей которой было расследование преступлений бывшей царской администрации. Благодаря этому Щёголев имел доступ к архивам Охранного отделения и принимал участие в следственных делах в отношении И. М. Золотарёва, последнего министра внутренних дел А. Д. Протопопова и директора департамента полиции С. П. Белецкого. Также он был свидетелем допроса фрейлины Вырубовой.

## Мемуары Танеевой-Вырубовой
- Допрос А. А. Вырубовой 6 Мая 1917 // Падение царского режима / ред. П. Е. Щёголев. — Л. : Государственное издательство, 1925. — Т. 3.
- Танеева (Вырубова) А. А. Страницы из моей жизни. — Париж, 1922[10].
- Танеева (Вырубова) А. А. Страницы моей жизни: воспоминания. — Берлин, 1923. — 199 с.
- Дневник А. А. Вырубовой. — Л.: Красная газета, 1927.
- Фрейлина Её Величества: «Дневник» и воспоминания Анны Вырубовой. — Рига: Ориент, 1928.
- Фрейлина Её Величества: «Дневник» и воспоминания Анны Вырубовой. — М., 1991 (репринт рижского изд.)
- Неопубликованные воспоминания А. А. Вырубовой // Новый журнал (Нью-Йорк). — № 130—131.
- Фрейлина её величества Анна Вырубова. — М.: СП «Орбита», 1993.
- Вырубова А. А. Неопубликованные воспоминания // Николай II: Воспоминания и дневники. — СПб., 1994. — С. 173—232.
- Танеева (Вырубова) А. А. Страницы моей жизни / Предисл. Ю. Ю. Рассулина. — М.: Благо, 2000. — 320 с.

## Книги о Танеевой-Вырубовой
- Верная Богу, Царю и Отечеству: Анна Александровна Танеева (Вырубова) — монахиня Мария / Автор-сост. Ю. Ю. Рассулин. — СПб.: Издательство Царское Дело, 2005. — 768 с. Содержит полностью перевод одного из ранних, вероятно наименее искажённых, изданий «Страниц моей жизни» и собственноручные письменные показания Анны Вырубовой, а также многочисленные документальные материалы, касающиеся её жизни.

## Киновоплощения
- «Падение Романовых» (1917, США) — Кетти Галанта[англ.]
- «Rasputins Liebesabenteuer» (1928, Германия) — Мария Де Витт.
- «Rasputin, Dämon der Frauen» (1932, Германия) — Александра Зорина.
- «Две жизни» (1961) — Галина Кравченко
- «Rasputin» (1966, ФРГ) — Хейке Бальцер.
- «Падение орлов» (англ. «Fall of Eagles») (1974, Англия) — Мириам Маргулис.
- «Агония» (1981, СССР) — Алиса Фрейндлих.
- «Грехи отцов» (2004, Россия, телесериал) — Наталья Наумова.
- «Русская жертва» (2008, РФ) — Влада Макейчик.
- документальный «Анна Танеева-Вырубова» (2011, Россия), режиссёр Анна Москвина.
- «Распутин» (2011, Россия) — Анна Михалкова.
- «Григорий Р.» (2014, Россия) — Екатерина Климова.
- «Крылья Империи» (2017, Россия) — Мария Шумакова.